# Gibbicepheus similis
Gibbicepheus similis är en kvalsterart som först beskrevs av Sandór Mahunka 1986.  Gibbicepheus similis ingår i släktet Gibbicepheus och familjen Carabodidae. Inga underarter finns listade i Catalogue of Life.